# Francis Roberts Rush
Francis Roberts Rush (* 11. September 1916 in Townsville; † 21. Juli 2001) war ein australischer Geistlicher und Erzbischof von Brisbane.

## Leben
Der Viceregente für das Bistum Rom, Luigi Traglia, weihte ihn am 18. März 1939 zum Priester.
Papst Johannes XXIII. ernannte ihn am 7. November 1960 zum Bischof von Rockhampton. Der Apostolische Delegat in Australien und Neuseeland, Erzbischof Maximilien de Fürstenberg, spendete ihm am 8. Februar des nächsten Jahres die Bischofsweihe; Mitkonsekratoren waren Guilford Clyde Young, Erzbischof von Hobart, und Hugh Edward Ryan, Bischof von Townsville.
Papst Paul VI. ernannte ihn am 5. März 1973 zum Erzbischof von Brisbane. Er nahm an allen Sitzungsperiode des Zweiten Vatikanischen Konzils teil.
Am 3. Dezember 1991 nahm Papst Johannes Paul II. seinen altersbedingten Rücktritt an.